# スワヤンブナート
座標: 北緯27度42分54秒 東経85度17分24秒 / 北緯27.71500度 東経85.29000度

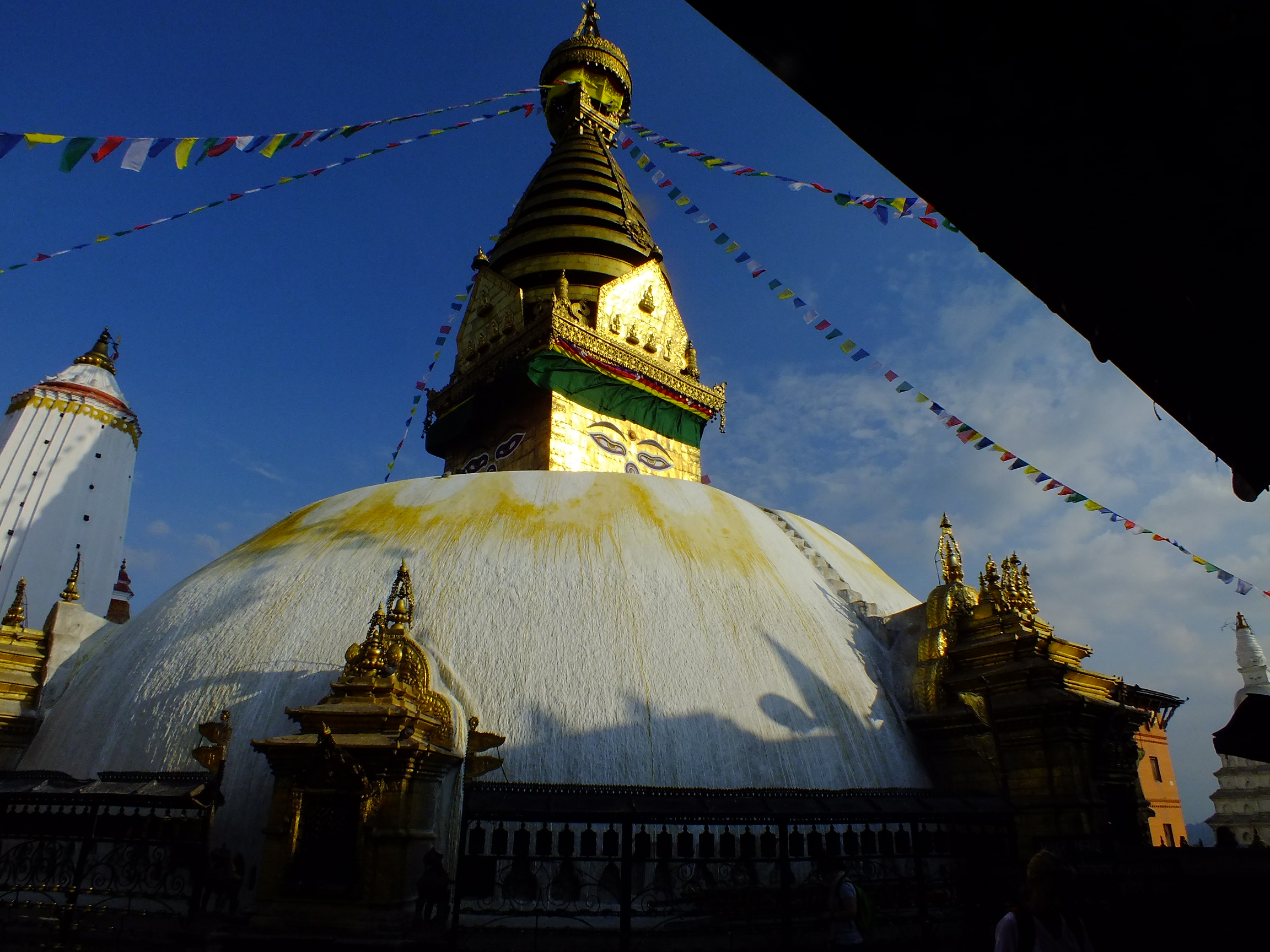
スワヤンブナート（2015年3月8日） - この約1か月後ネパール地震 (2015年)により大きな損壊を受ける。

スワヤンブナート（あるいは単にスワヤンブー英:Swayambhunath）は、ネパールのカトマンズ盆地にあるネパール仏教寺院。ネパール最古の仏教寺院ともいわれ「カトマンズの渓谷」の一部としてユネスコ世界遺産に登録されている。

## 概要

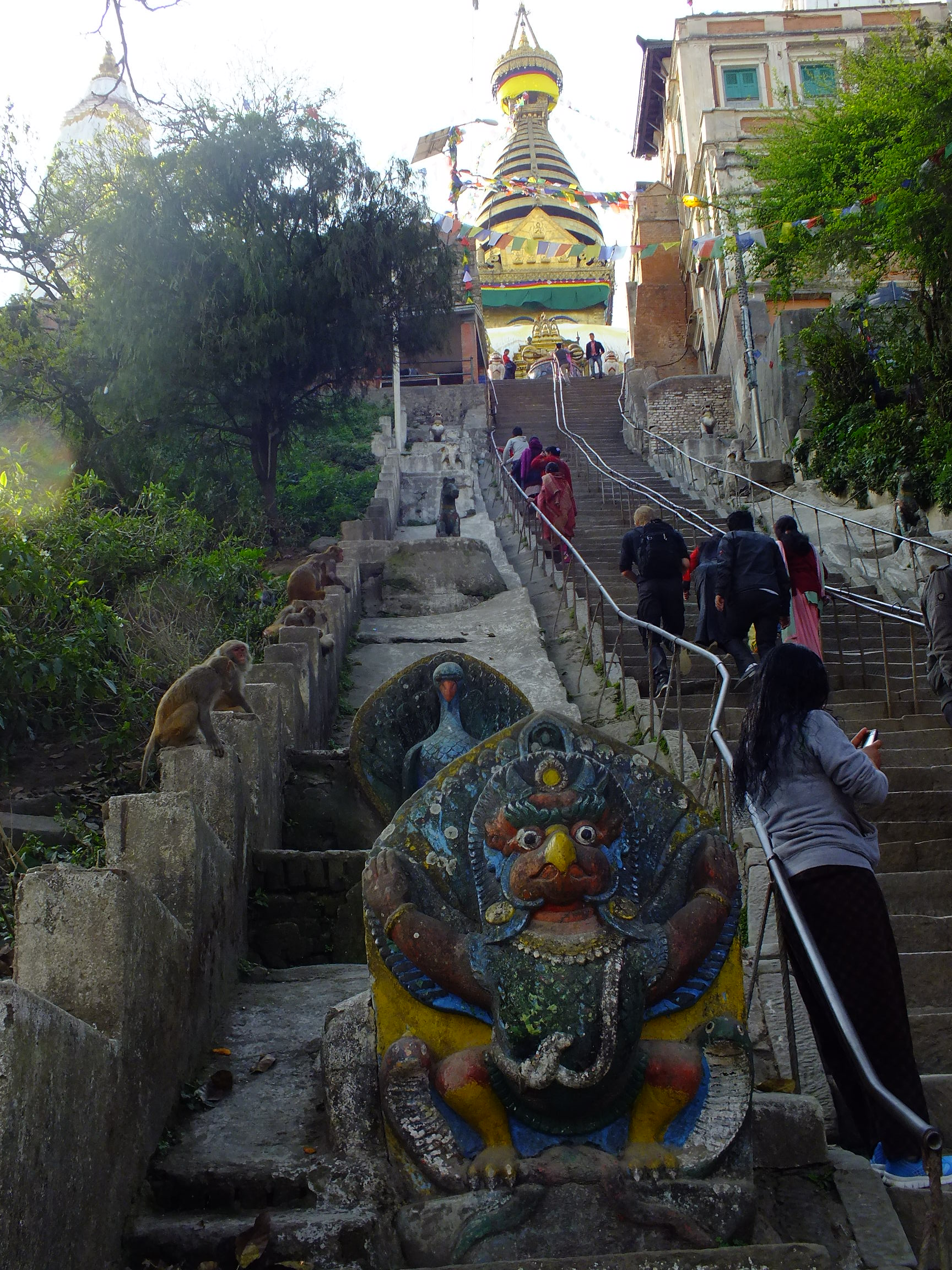
400段弱の急な石階段を上り切った高台にある。

カトマンズの中心部から西に3kmほど離れた丘の上にたっている。400段弱の急な石階段を上った高台に複数の仏塔が建ち並び、寺院を構成している。太古に、カトマンズ盆地がまだ湖だったころからこの丘の上に建っていたという伝説をもち、ネパール最古の仏教寺院とされ、1979年に世界遺産に登録された「カトマンズ盆地」の主要な構成要素の一つでもある。寺院中央には下部が白いドーム状で上部にブッダアイを四方にもつ高さ15mの黄金の仏塔がそびえ、四方八方へ5色の鮮やかなタルチョが伸び、カトマンズを象徴する景観を作っている。大きさではボウダナートの仏塔よりもはるかに小さいが、ネパール仏教にとっては最も重要な仏塔である。仏塔には仏陀の知恵の目(ブッダアイ)が四面に描かれている。この仏塔を取り囲むように、チベット仏教の特徴を示すマニ車が並び、巡礼者が右回りにマニ車を回しながら歩いている様子が一日中みられる。

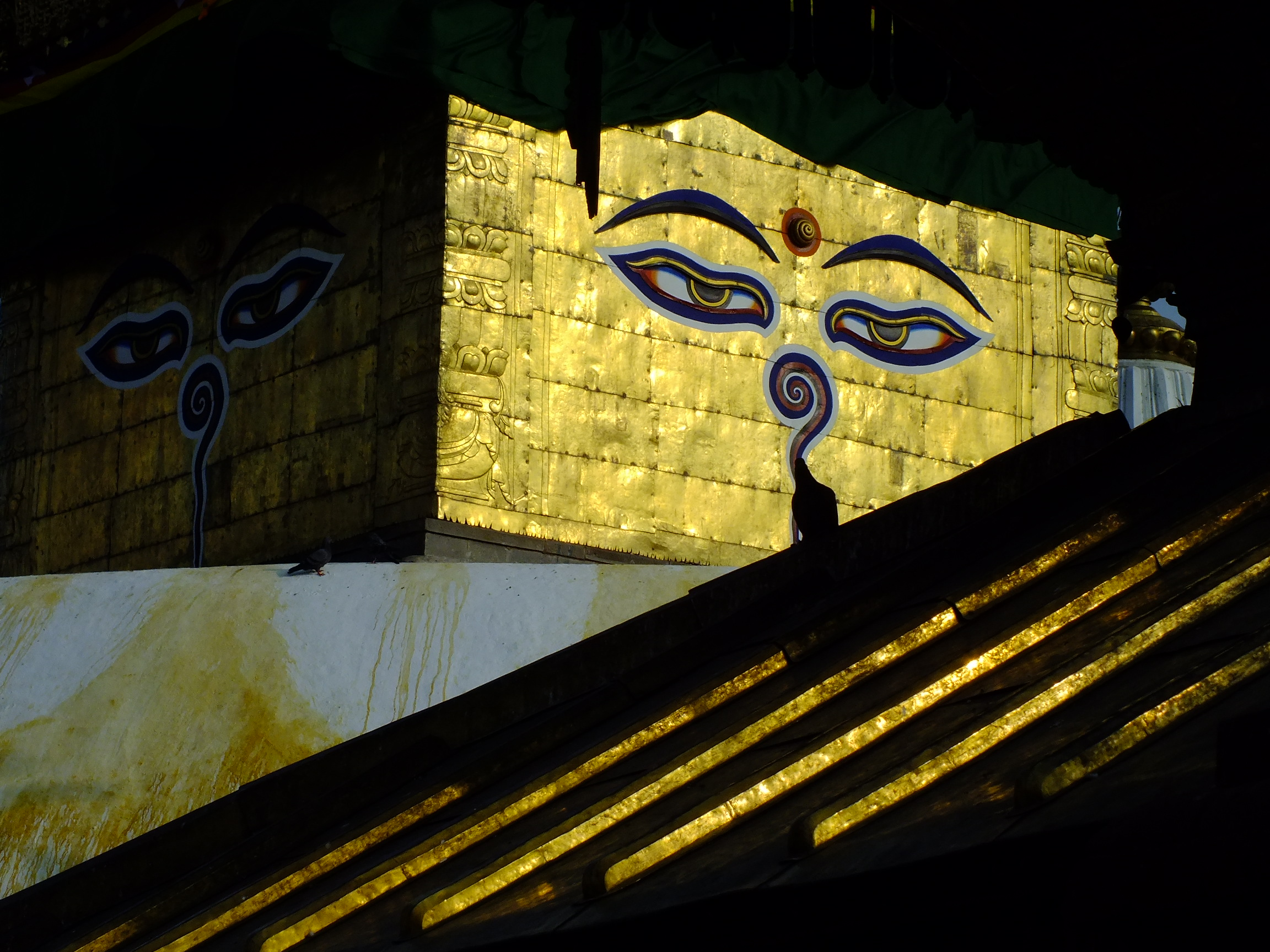
仏塔には仏陀の知恵の目(ブッダアイ)が四面に描かれている。

なおこの仏塔は正確にはストゥーパではなく、マハ・チャイテャ(大チャイテャ)と呼ばれる。また仏塔の西北隅にある堂が、その形状からヒンドゥー教の寺と勘違いされ、仏教とヒンドゥー教が共存している象徴として紹介されることがあるが、実はこれは鬼子母神堂(ハリティ）であり、ヒンドゥー寺院ではない。
また、この寺院は別名モンキー・テンプルと呼ばれるほど猿が多い。寺院では猿も信仰の対象となっている。このため訪れた旅行客の荷物を奪うなのど被害も発生しているが、駆逐対策は実施されていない。
小高い丘に建つため、境内からはカトマンズ盆地が一望でき、特に夕暮れ時はダイナミックな光景を目にすることができる。一般にあまり目立たないが、境内の建物の最上部にはカフェ・レストランがあり、オープンテラスからの眺めが絶景である。また、境内の空いたスペースに多くの仏教グッズや食料品などを商う露店の土産物店が並び、観光地的な雰囲気を醸し出している。
沢木耕太郎原作のドラマ「深夜特急」で主演の大沢たかおがネパールに入国し、最初に訪れた場所がスワヤンブナートであった。

## ギャラリー

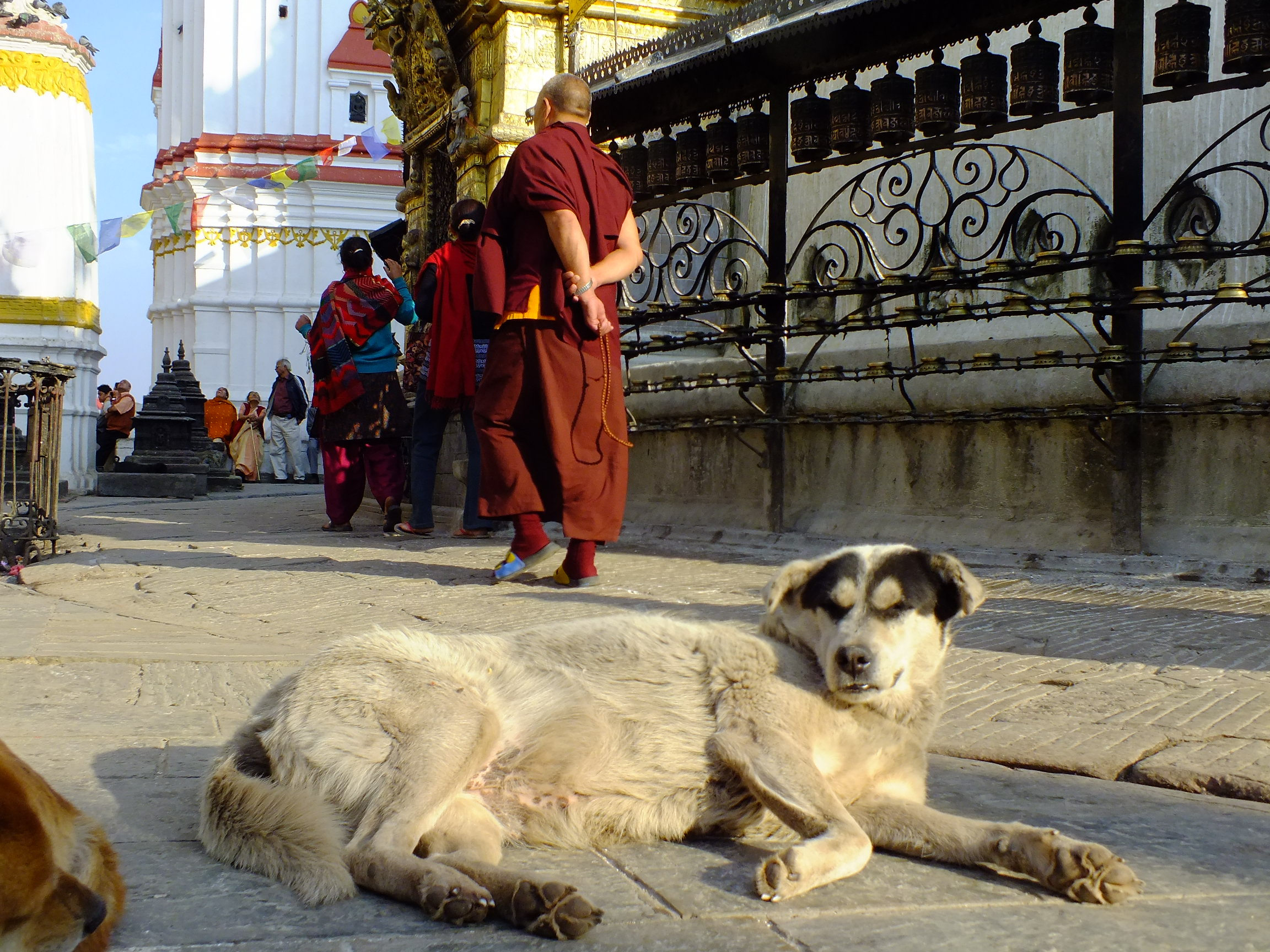
仏塔の周囲にはマニ車が並び巡礼者、僧侶が右回りに回る。
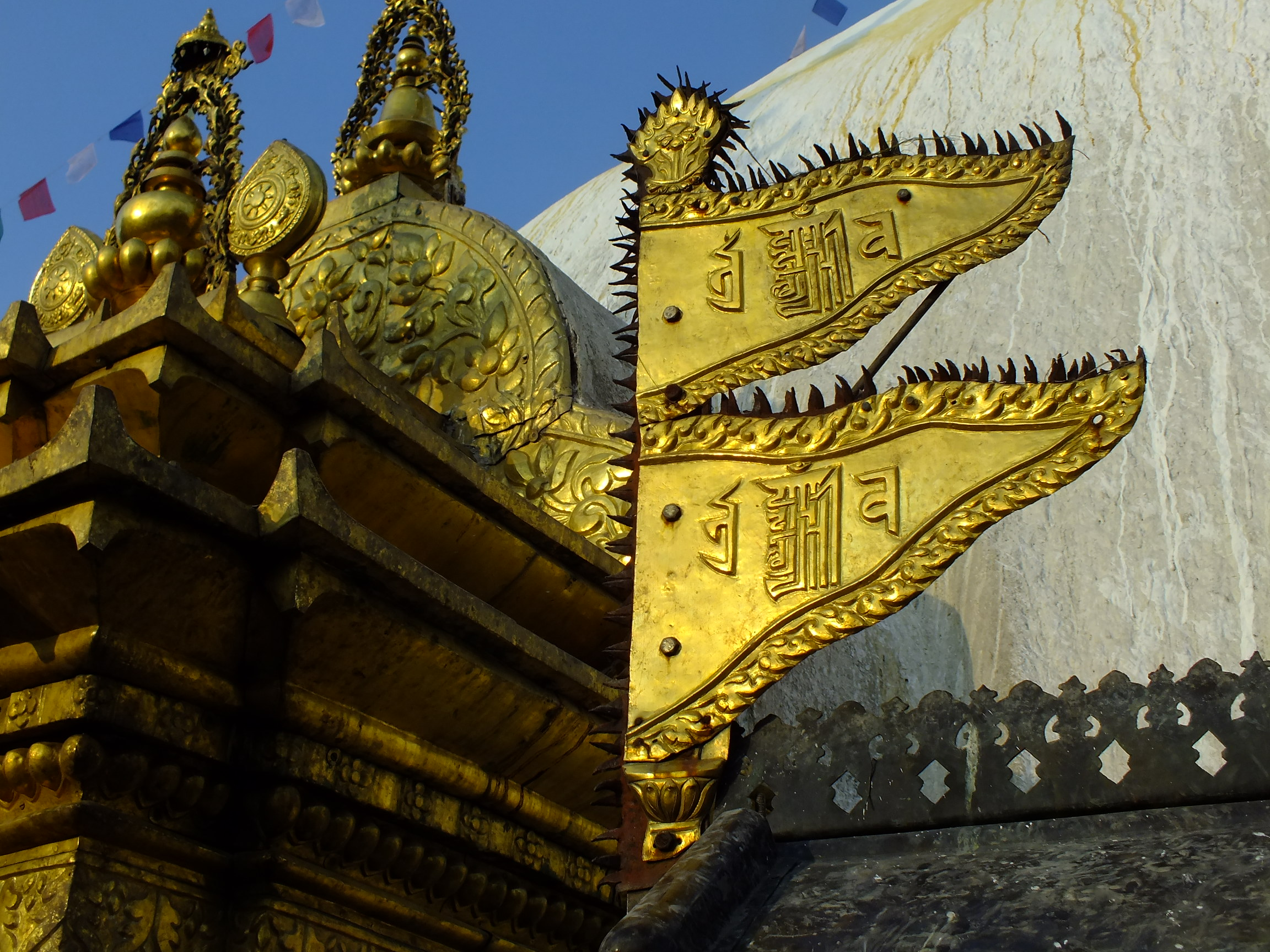
仏塔の装飾。
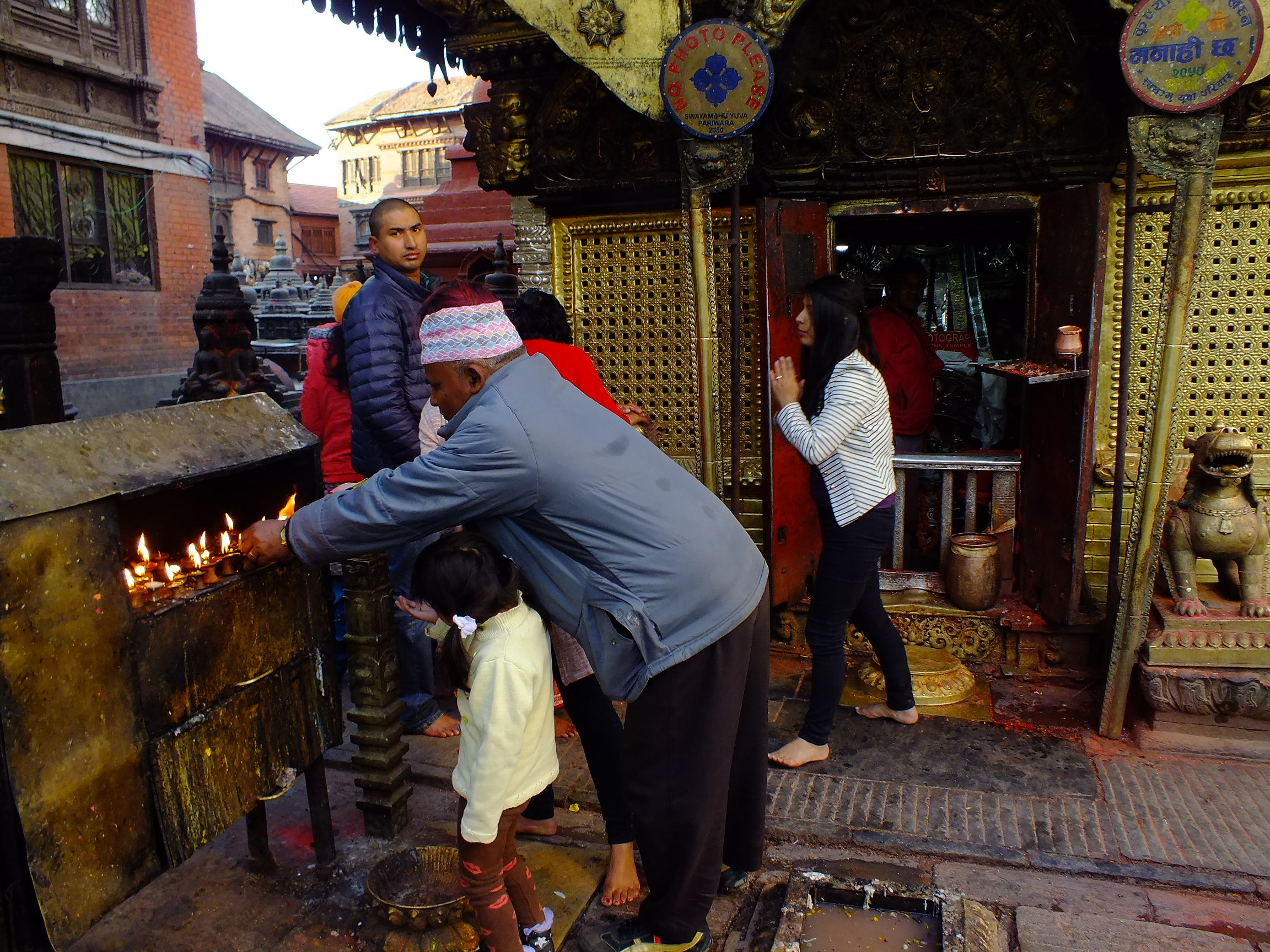
Ajima Temple。
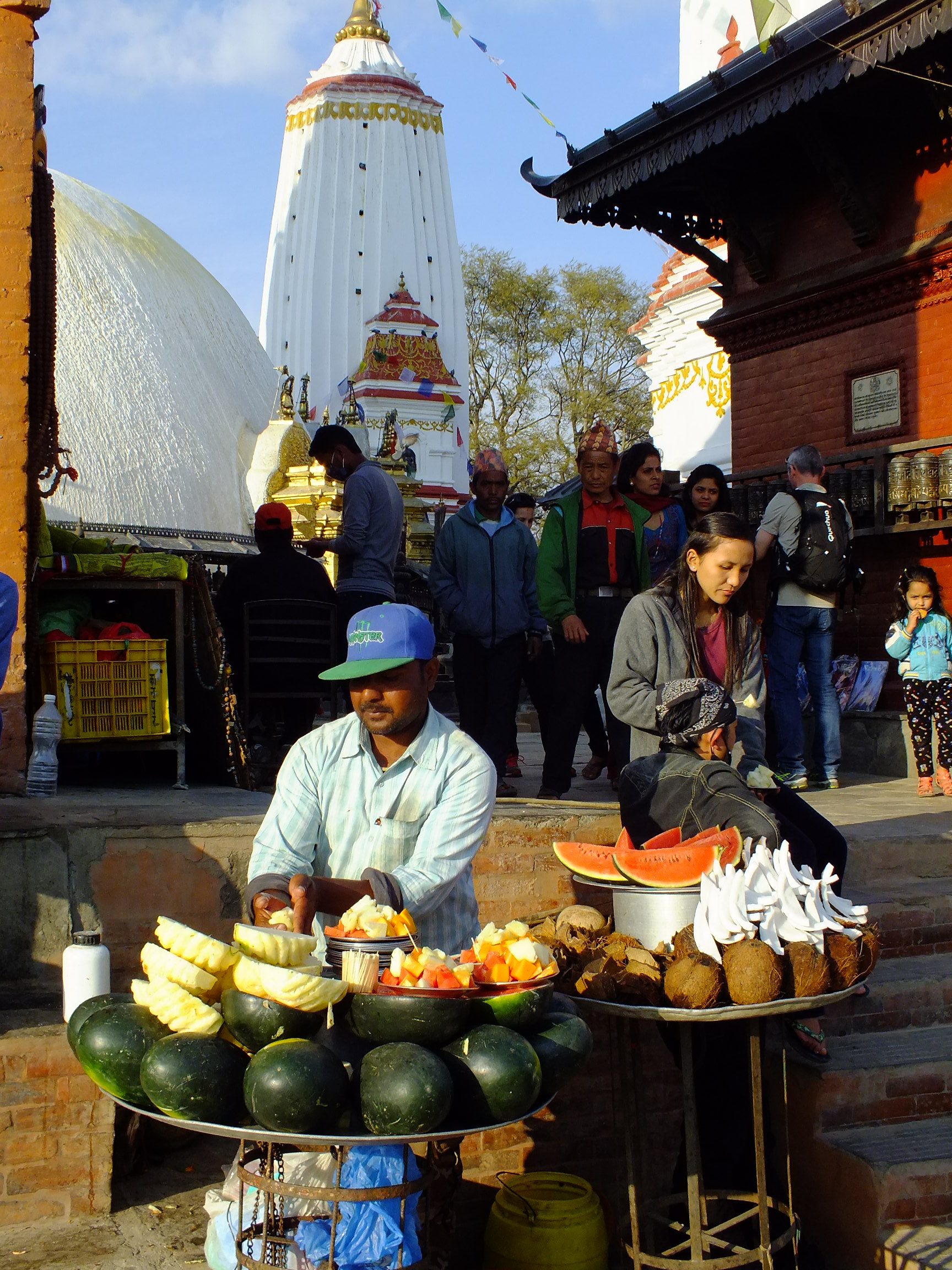
鬼子母神堂(ハリティ）と物売り。
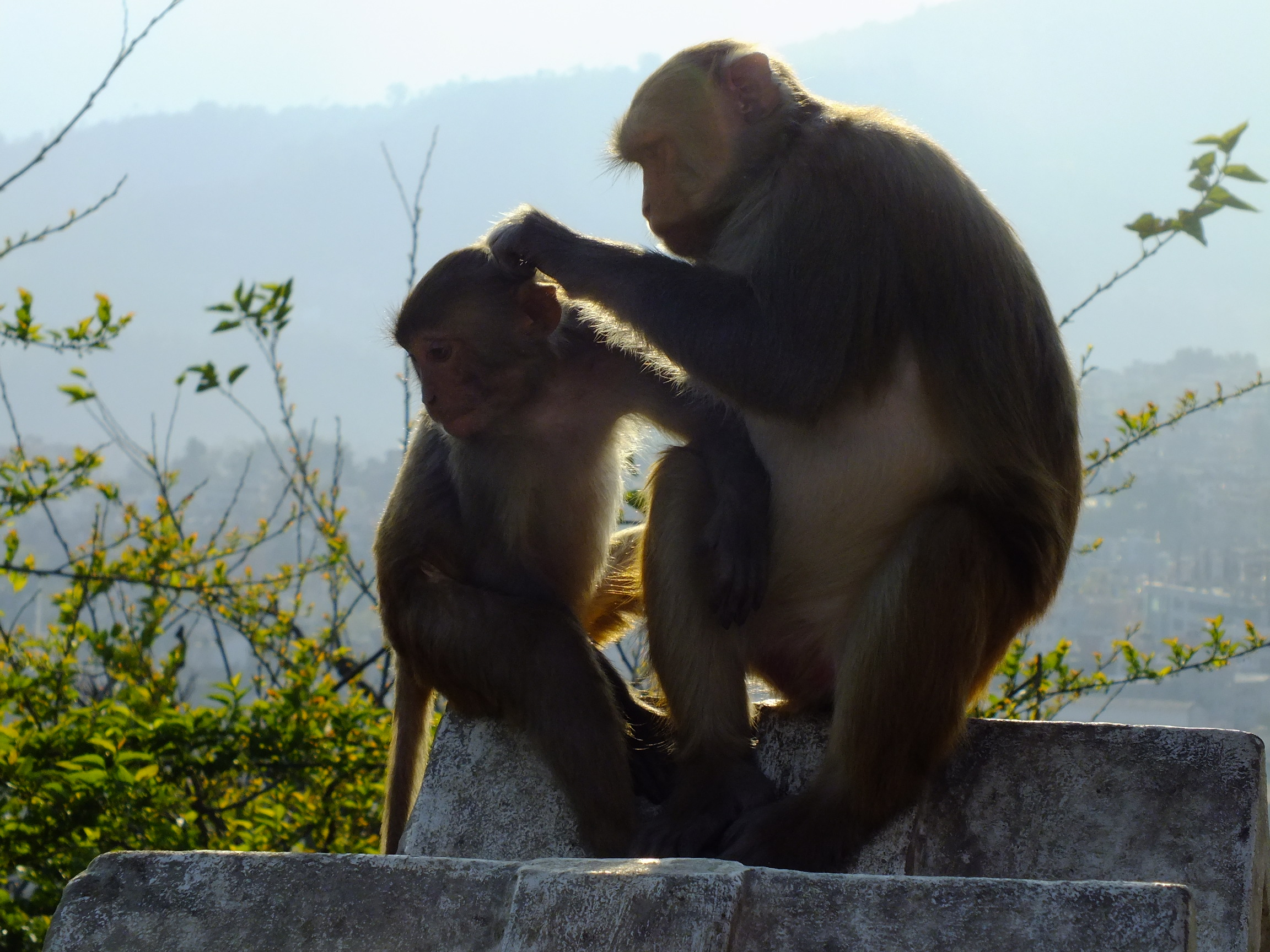
モンキー・テンプルの異名を持つほどサルが多い。
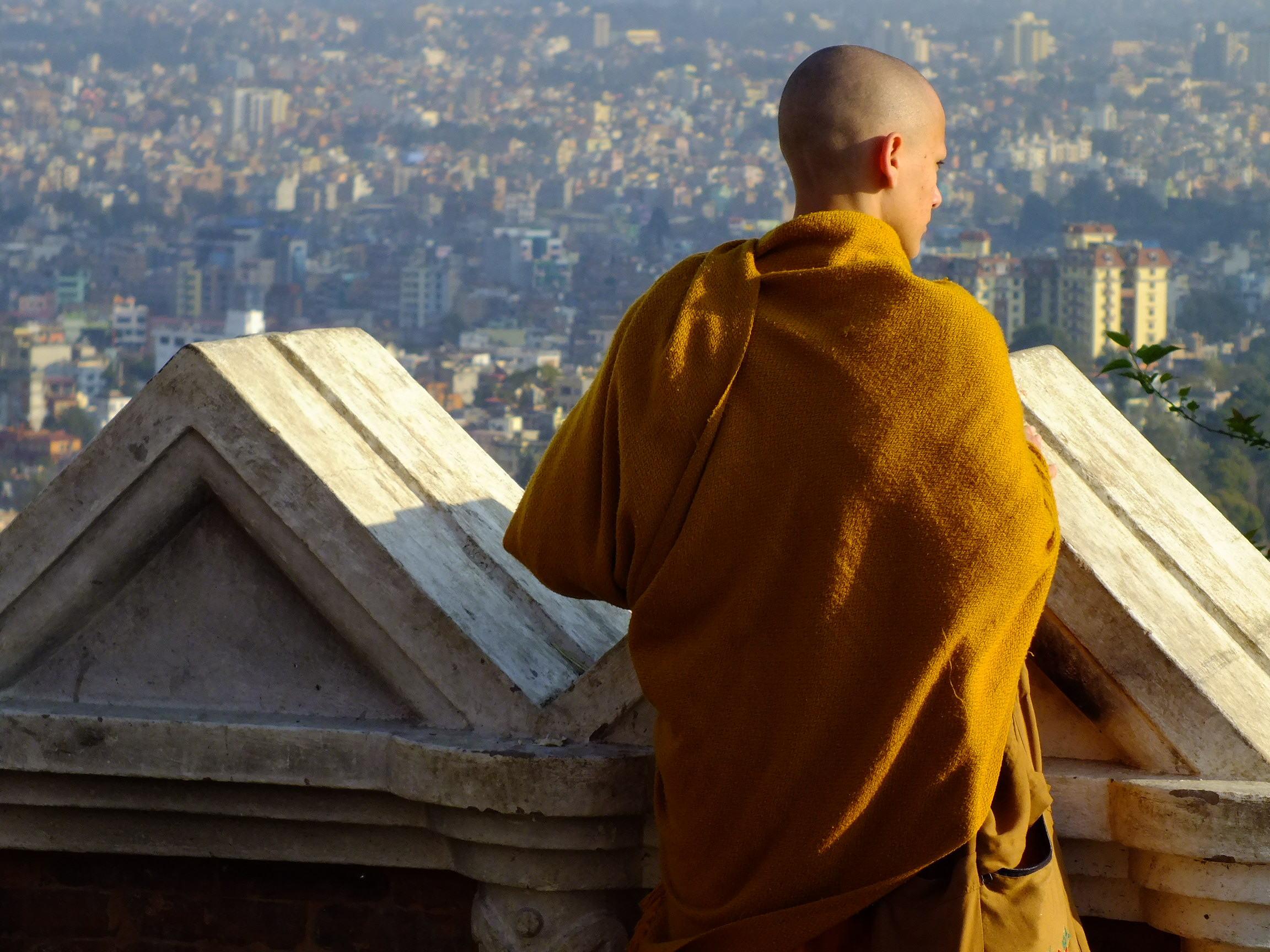
僧侶と眺望。
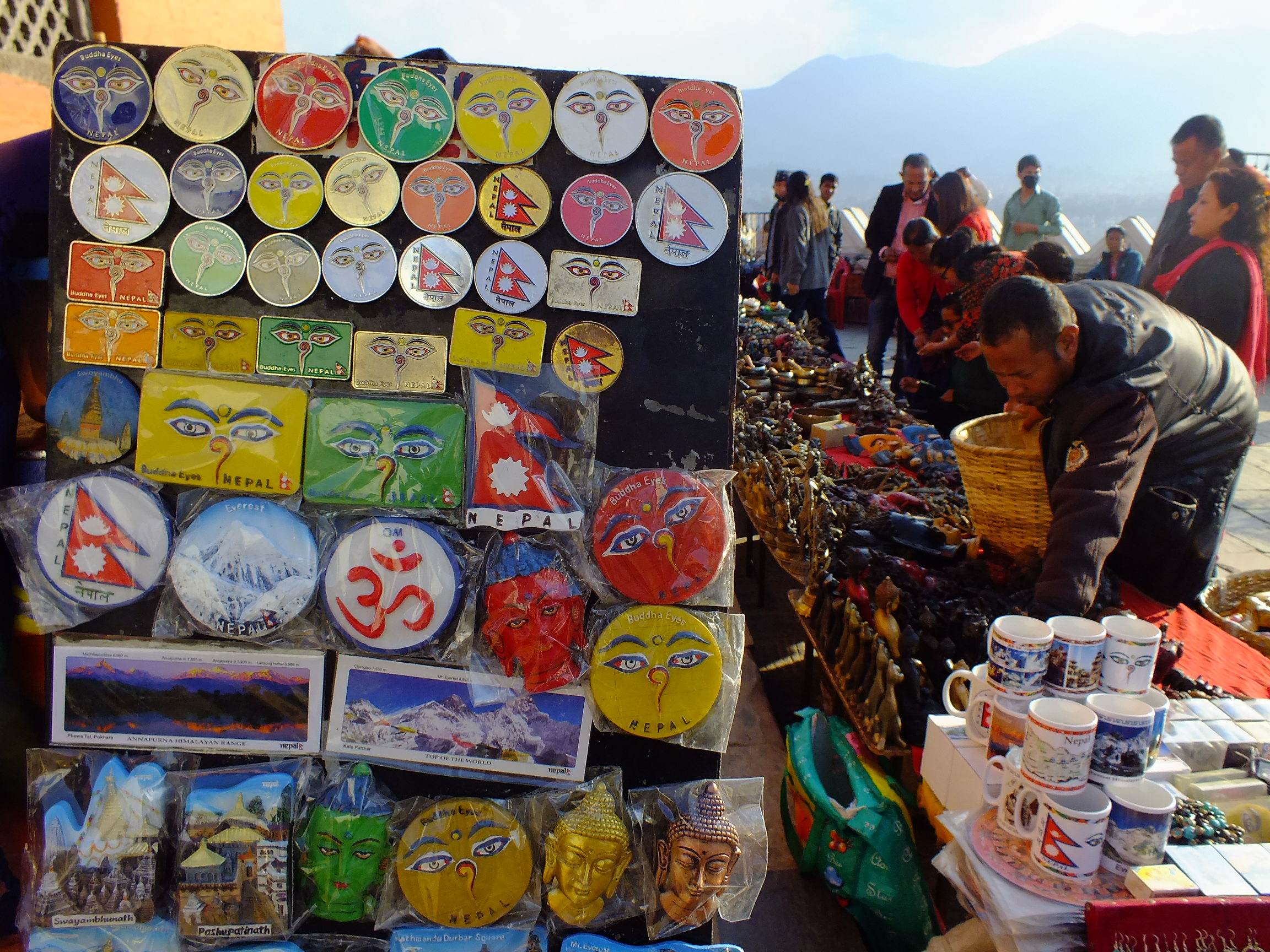
仏教グッズを扱う露天商。
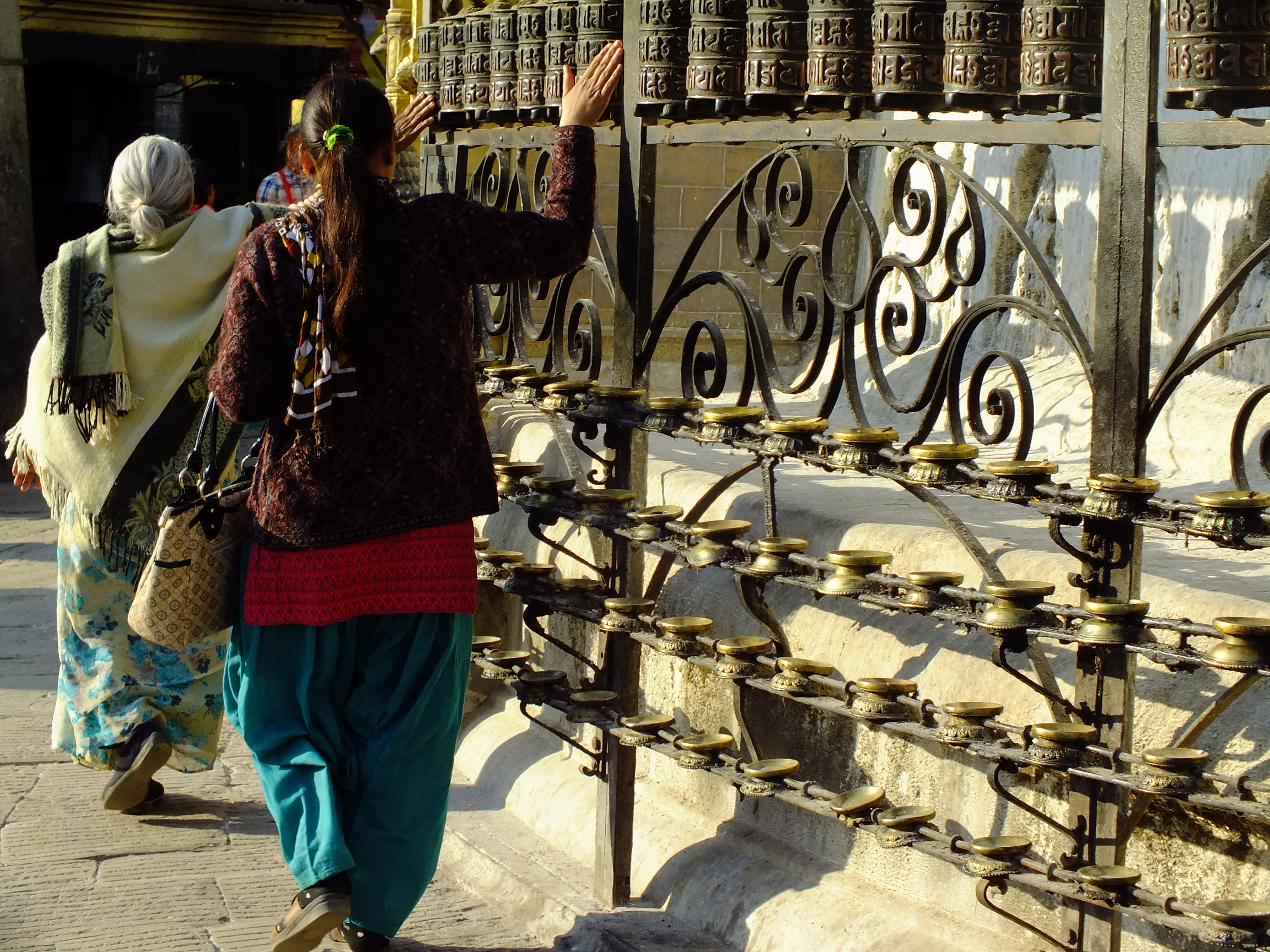
ネパール人一般巡礼者。
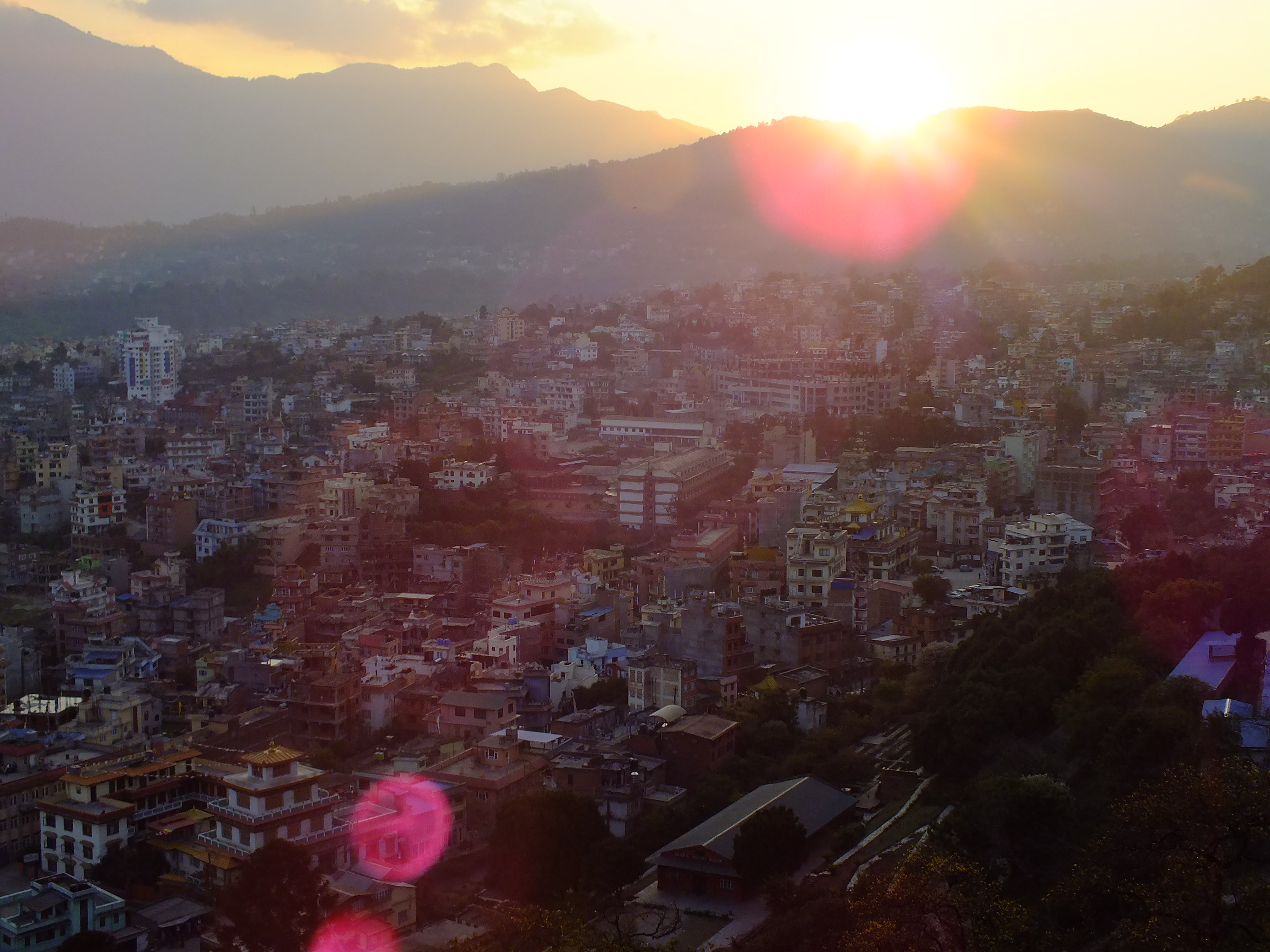
屋上のカフェレストラン「ニルヴァーナ」から見るカトマンズ盆地の夕日。
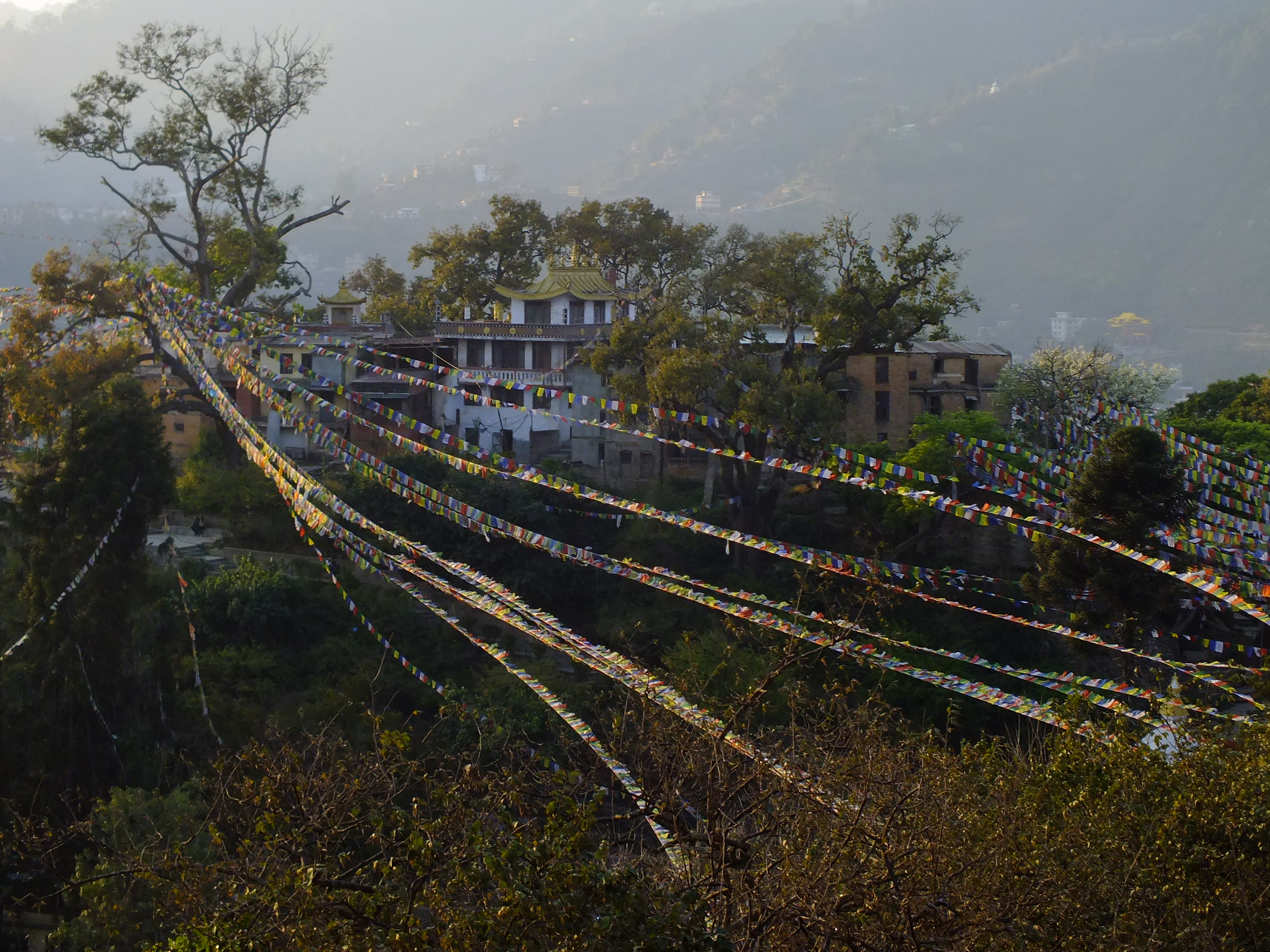
はためくタルチョ（カフェレストラン「ニルヴァーナ」より）。
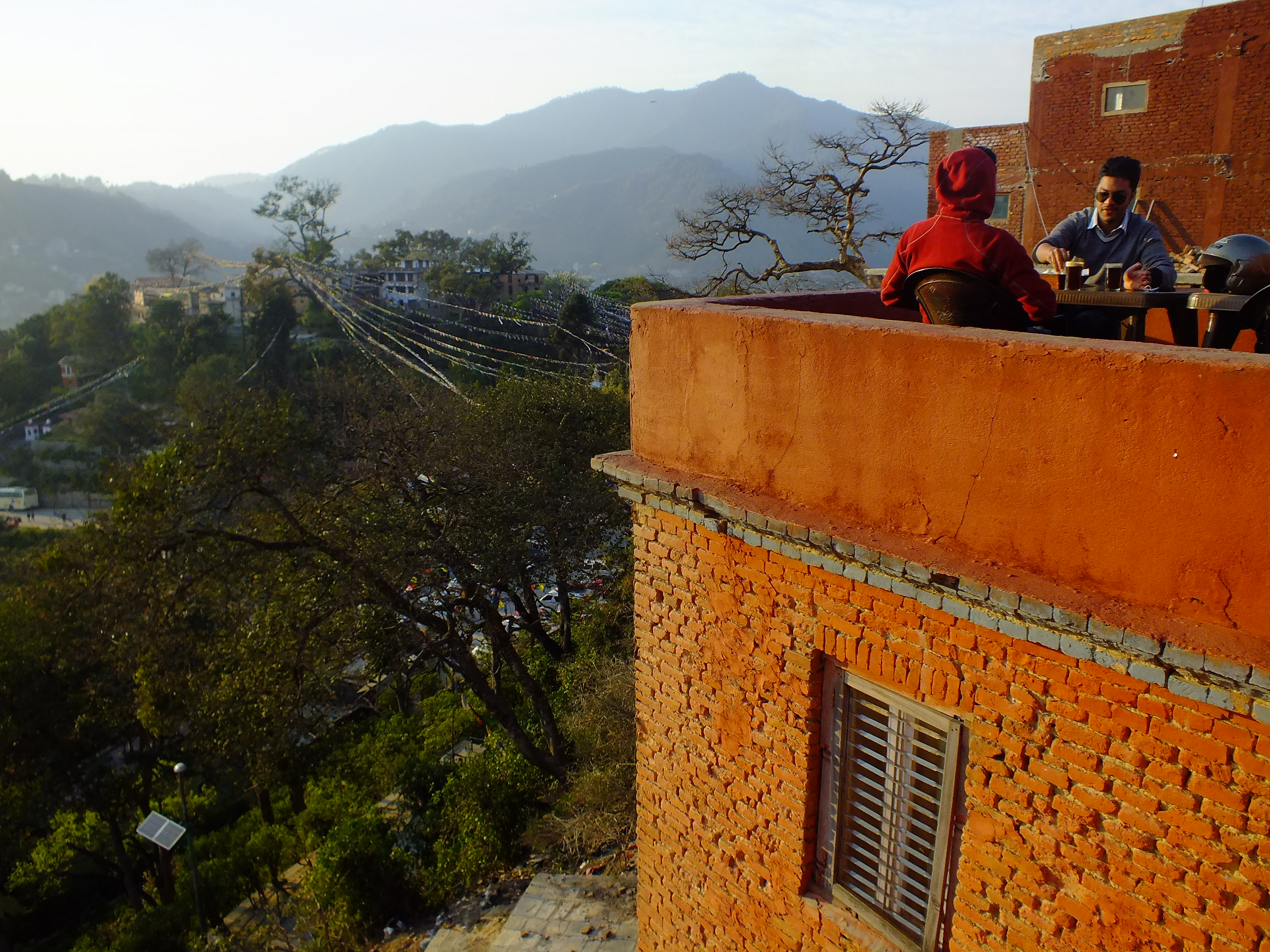
境内の最上階にあるカフェレストラン「ニルヴァーナ」。
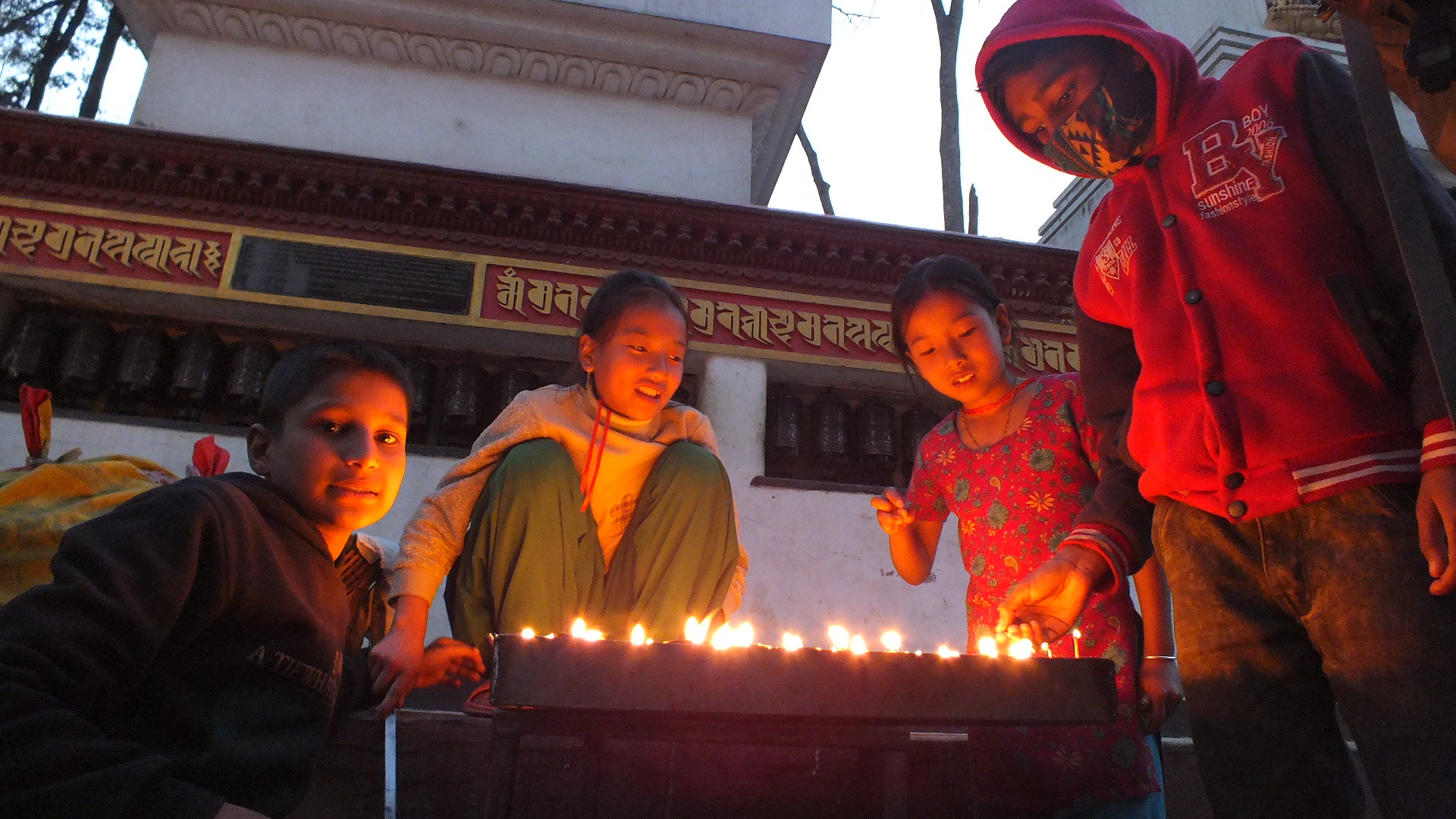
スワヤンブナート階段下にはローソクを売る売り子たちが。
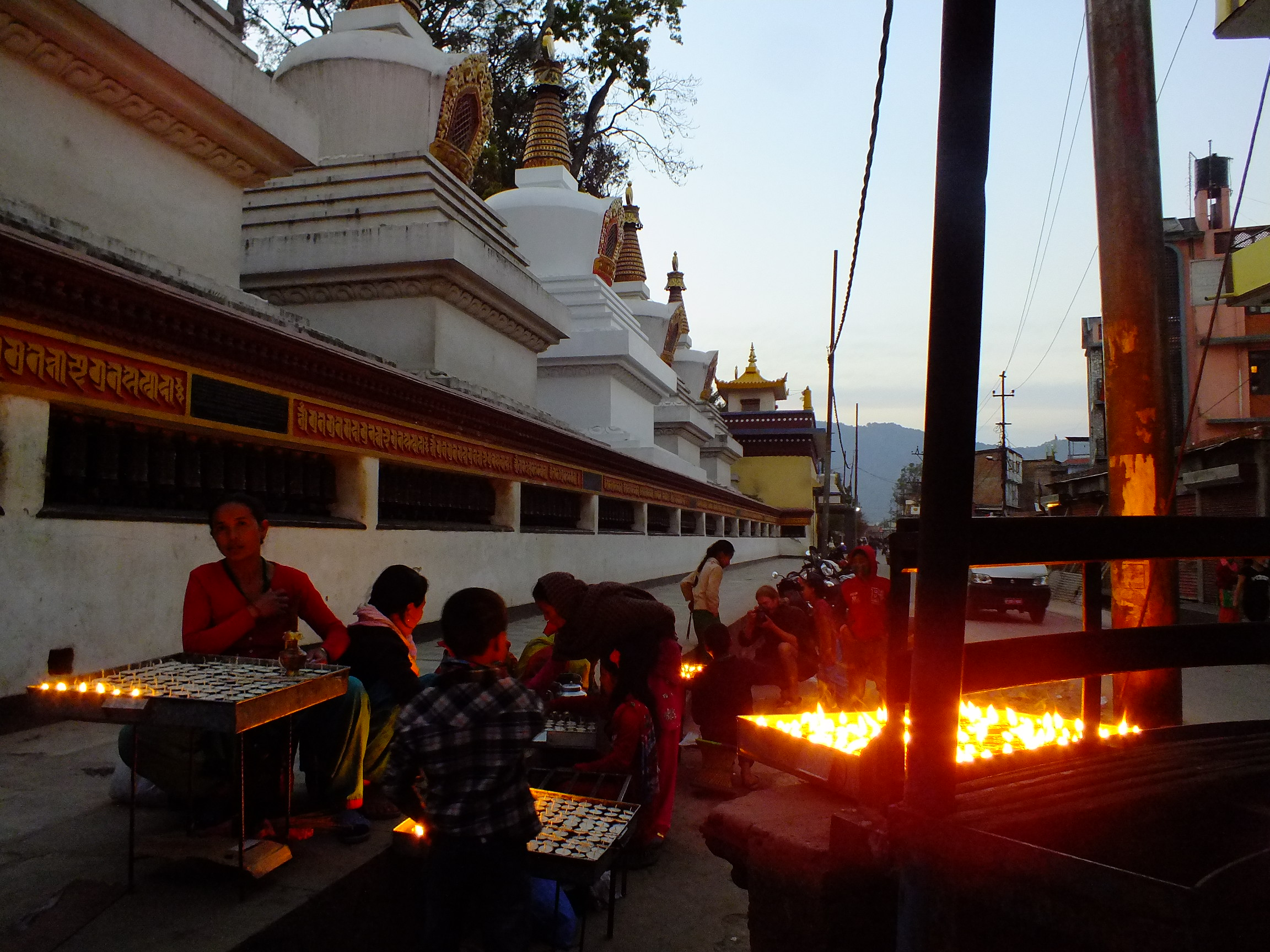
階段下。夕方にはローソク売りが店を出す。